# Giovanni Battista Rangoni
Giovanni Battista Rangoni (französisch auch Jean-Baptiste de Rangoni, * 18. Jahrhundert; † 18. oder 19. Jahrhundert) war ein italienischer Musikschriftsteller und Musikliebhaber des 18. Jahrhunderts.

## Leben und Werk
Giovanni Battista Rangoni veröffentlichte 1790 in Livorno die musikästhetische Schrift Saggio sul gusto della musica col carattere de' tre celebri sonatori di violino i signori Nardini, Lolli, e Pugani (zugleich französisch als Essai sur le goût de la musique, avec le caractère des trois célèbres joueurs de violon, messieurs Nardini, Lolli, & Pugnani). Dies stellt eine wichtige Quelle zum Violinstil der drei genannten Musiker Pietro Nardini, Antonio Lolli und Gaetano Pugani dar.